# Atentado de Ankara de febrero de 2016
El 17 de febrero de 2016 se produjo un atentado en Ankara, la capital de Turquía, donde murieron 29 personas y hubo 61 heridos.

## Antecedentes
En octubre de 2015, un atentado en una manifestación por la paz en Ankara contra una ofensiva a los kurdos en el país, dejó a más de 100 personas muertas. Del mismo modo, el país ha tenido un toque de queda durante más de un mes en las zonas kurdas. Las acciones han sido condenados en lugares como Cizre. El 14 de febrero, tras la llegada de tropas de Arabia Saudita a la base de la OTAN en Incirlik, se produjeron bombardeos de posiciones kurdas en Siria. La medida fue condenada unánimemente por el Consejo de Seguridad. Después de la votación por el Consejo de Seguridad y pocas horas antes del atentado, el presidente turco, Recep Tayyip Erdoğan, se refirió al PYD como una organización terrorista, además del PKK, Daesh, el DHKP-C y el Frente Al-Nusra. Asimismo, también hizo hincapié en que los ataques contra el PYD y las YPG continuarían hasta que se detengan las supuestas amenazas en contra de Turquía.
Otros numerosos atentados han ocurrido en Turquía a lo largo de 2015 y 2016, incluyendo la detonación de bombas contra turistas extranjeros en Estambul, en una manifestación del Partido Socialista de los Oprimidos en Suruc y en una manifestación del Partido Democrático Popular en Diyarbakir. El Estado Islámico es el principal sospechoso de todos los ataques.

## El ataque
El ataque involucró un coche bomba que explotó a las 18:31 (hora local), momento en el que autobuses que transportaban personal militar del ejército estaban esperando en los semáforos. El ataque tuvo lugar al lado de un edificio de viviendas del personal militar de alto rango. Los medios turcos mostraron imágenes de un incendio en que se sumaron vehículos militares después de la explosión, que pudo escucharse a varios kilómetros de distancia. El atentado se saldó con al menos 28 muertos y 61 heridos. Más tarde, la cifra de muertos oficial y final, fue ascendida a 29.

### Autores
Una fuente de seguridad ha declarado que los signos iniciales indicaron que militantes kurdos del Partido de los Trabajadores del Kurdistán (PKK) fueron los responsables. También se ha especulado por fuentes de seguridad independiente en el sureste de Turquía, que el Estado islámico puede ser responsable. Ningún grupo se ha atribuido la responsabilidad de los ataques hasta el momento, aunque los medios de comunicación turcos alegaron que el atacante era un miembro del PYD llamado Salih Necar.
Más tarde, el sábado 20 de febrero, el primer ministro Ahmet Davutoglu, informó mediante una conferencia de prensa que la Policía turca detuvo a 22 personas en el marco de la investigación del atentado del 17 de febrero en Ankara. Finalmente, el grupo Halcones de la libertad del Kurdistán se adjudicó la autoría del atentado.

## Reacciones

### En Turquía
thumb|Protestar en Ankara.

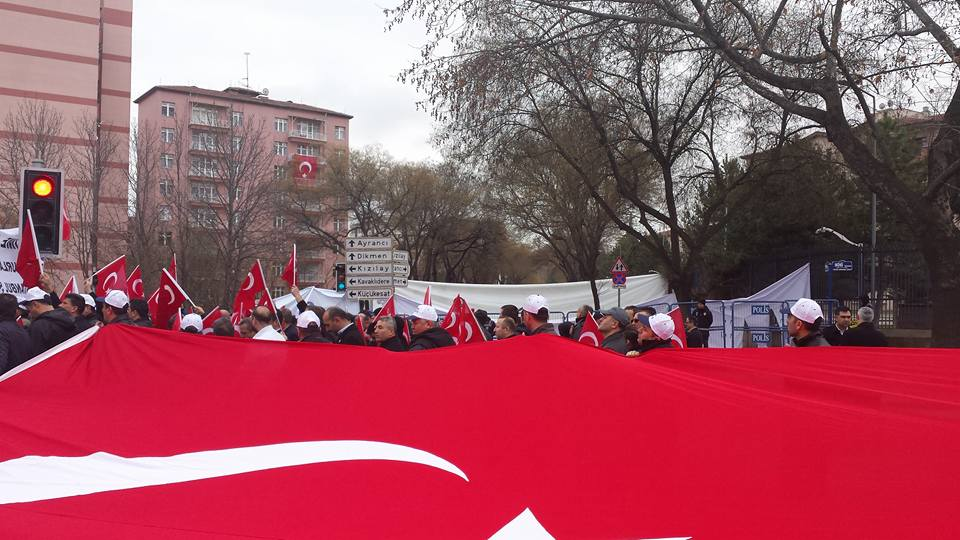
Protestar en Ankara.

El presidente Recep Tayyip Erdoğan emitió un comunicado en el que afirmó: «Vamos a continuar nuestra lucha contra los peones que llevan a cabo este tipo de ataques, que no conocen límites morales o humanitarias, y las fuerzas detrás de ellos con más determinación todos los días». El primer ministro Ahmet Davutoğlu canceló viajes previstos a Bélgica y Azerbaiyán tras el ataque. El gobernante del partido Justicia y Desarrollo, Ömer Çelik, condenó enérgicamente los ataques como un «atroz acto de terrorismo».

### Internacionales
- Alemania: La canciller, Angela Merkel, dijo en un comunicado, «Estoy diciendo la gente turca: nosotros, como alemanes compartimos su dolor», añadiendo que «Alemania está en la batalla contra los responsables de estos actos inhumanos que están en Turquía».
- Argentina: El Ministerio de Relaciones Exteriores y Culto de Argentina condenó el atentado en un comunicado. También expresó su solidaridad al gobierno turco y a los familiares de las víctimas.[29]
- Azerbaiyán: El presidente İlham Əliyev, expresó su profundo pesar de la explosión en Ankara, diciendo lo siguiente: «Dios tenga piedad por aquellos que perdieron sus vidas, deseo una pronta recuperación a los heridos».
- Burundi: El gobierno burundés emitió un comunicado que condenaba fuertemente los ataques.
- Catar: El actual emir, Tamim bin Hamad Al Thani, habló sobre el ataque terrorista y dijo que condena la violencia y ofreció sus condolencias a los familiares de las víctimas.
- Chad: Chad El gobierno de Chad condenó el ataque como cualquier país amigo y describe a las zonas más afectadas como extranjeros que atacaron la capital de Turquía. El ministro de Comunicaciones de Chad, Moustapha Ali Alifey, dijo: «Condenó los ataques terroristas y simpatizo con el Gobierno y pueblo de Turquía».
- Egipto: El portavoz del Ministerio de Asuntos Exteriores egipcio, Ahmed Abu Zaid expresó en un comunicado que El Cairo, «condena enérgicamente el ataque, a la vez que transmitió las condolencias al pueblo turco y las familias de las víctimas mortales».[30]
- España: El gobierno español emitió un comunicado de prensa condenando los ataques. La declaración también incluye condolencias, e instó al pueblo de Turquía a luchar contra el terrorismo.
- Estados Unidos :John Bass, el embajador estadounidense en Turquía, expresó sus condolencias a través de Twitter afirmando que, «Nuestros corazones y oraciones están con los afectados».
- Finlandia: El primer ministro Juha Sipilä escribió en su página de Twitter: «Condenamos enérgicamente el ataque terrorista en Ankara, Turquía. Nuestras condolencias a las familias y amigos de las víctimas».
- Malasia: En un comunicado difundido por el Ministerio de Asuntos Exteriores de Malasia, dijo lo siguiente: «El ataque terrorista es desagradable y los autores deben ser llevados ante la justicia».
- México: El presidente de México Enrique Peña Nieto expresó sus condolencias a los familiares de las víctimas de los atentados en su cuenta de Twitter.
- Reino Unido: Richard Moore, embajador británico en Turquía, expresó sus condolencias a través de Twitter diciendo que: «El Reino Unido está hombro a hombro con Turquía en este difícil momento».
- Rusia: El Parlamento de Rusia, el Consejo de la Federación y el Comité de Defensa y Seguridad, condenaron los ataques terroristas. El portavoz del Kremlin de Moscú, Dmitri Peskov, dijo a los periodistas lo siguiente: «Condenamos enérgicamente el atentado terrorista perpetrado ayer en Ankara, expresamos las condolencias a los familiares y allegados de los fallecidos y deseamos una pronta recuperación a los heridos».[31]
- Ucrania: El primer ministro Arseni Yatseniuk dijo en Twitter: «El gobierno de Ucrania ofrece sus condolencias a las familias de las personas que murieron en los ataques terroristas en Ankara y de las personas heridas».

#### Organismos supranacionales
- Unión Europea: Una cumbre de la UE que se iba a realizar en Bruselas (Bélgica) con motivo de la crisis migratoria en Europa fue cancelada para centrarse en el atentado.[32]
- OTAN: El secretario general Jens Stoltenberg ofreció sus «más profundas condolencias a las familias de los fallecidos y al pueblo turco».